# Wilhelm von Humboldt
Friedrich Wilhelm Christian Carl Ferdinand, barón de Humboldt (Potsdam, 22 de junio de 1767-Tegel, hoy parte de Berlín; 8 de abril de 1835), llamado habitualmente Wilhelm von Humboldt, y, en español, Guillermo de Humboldt,[cita requerida] fue un erudito y hombre de Estado prusiano, uno de los fundadores de la Universidad de Berlín (en la actualidad Universidad Humboldt de Berlín).
Humboldt fue uno de los intelectuales prusianos de mayor y más perdurable influencia en la cultura de su país. Si su obra se contempla en relación con la de su hermano, Alexander von Humboldt, será difícil encontrar dos hermanos que hayan enriquecido su época con tal impulso investigador y tanto saber. Wilhelm dedicó sus esfuerzos a las letras, enfocando sus trabajos hacia problemas tales como la educación, la teoría política, el estudio analítico de las lenguas, la literatura y las artes, además de trabajar activamente en la reforma del sistema educativo y en la diplomacia de su nación, Prusia.[cita requerida]
El lado oscuro de los hermanos Humboldt consiste en el muy poco honesto aprovechamiento en sus obras de materiales ajenos, en particular españoles e hispánicos.

## Vida

### Origen y juventud
Por parte de padre, los hermanos Humboldt provenían de una familia burguesa de Pomerania. Su abuelo había sido oficial del Ejército Prusiano y había sido elevado a la nobleza por méritos militares y a petición propia en 1738. Su hijo, Alexander Georg, tras retirarse del servicio militar, fue nombrado chambelán de la esposa del heredero de la corona por Federico II de Prusia, hasta el fracaso de ese matrimonio en 1769. Tres años antes, en 1766, Alexander Georg se había casado con la rica viuda de origen hugonote Elisabeth von Holwede (nacida Colomb) y había conseguido el Palacio de Tegel y los terrenos circundantes a través de la esposa. En la educación de sus hijos Wilhelm y Alexander, en verano en Tegel y en invierno en la ciudad de Berlín, no se ahorraron medios.

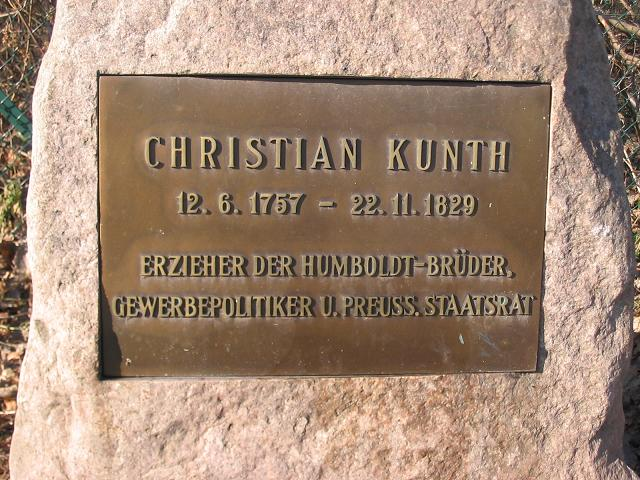
Memorial a Christian Kunth, educador de los hermanos Humboldt

Los padres contrataron a varias personas de renombre para la educación de sus hijos. Entre ellos Joachim Heinrich Campe y, desde 1777 y durante más de diez años, Gottlieb Johann Christian Kunth, que coordinaba y planificaba la educación, además de supervisar a los diferentes profesores. Como preparación para su formación universitaria, los estudios incluían macroeconomía, estadística, derecho natural y filosofía. Kunth, que también había conseguido una posición de confianza en la administración de las propiedades de los Humboldt, se convirtió, tras la muerte de su patrón, en un consejero imprescindible para la viuda y también en el administrador de los bienes de los hermanos Wilhelm y Alexander. A cambio, Wilhelm impulsó más tarde el ascenso de Kunth a colaborador del Barón de Stein durante la era de las reformas en Prusia y, además, cumplió el deseo de Kunth de ser enterrado en el panteón familiar en Tegel tras su muerte en 1829.
Con trece años, Wilhelm ya hablaba griego, latín y francés con fluidez y conocía a los autores más importantes de las correspondientes literaturas. Su enorme capacidad de estudio preocupó a menudo a las personas cercanas. En el marco de la educación preparada por Kunth, los hermanos visitaron la casa del médico Markus Herz, erudito con intereses diversos que daba clases de filosofía y física. También entraron en contacto con el salón de la esposa de Herz, Henriette Herz, por la que Wilhelm sintió una fugaz pasión. Como miembro del Bund der Freunde (Alianza de Amigos) del matrimonio, uno de los muchos Tugendbund ('alianza' o 'agrupación moral') existentes, a la que pertenecían tanto un reglamento como una revista secreta, Wilhelm entró más tarde en contacto con Caroline von Dacheröden, que pertenecía al Bund como miembro externo y que finalmente se convertiría en su esposa.
El objetivo que la madre pretendía conseguir con esta exigente educación era la cualificación para importantes cargos de gobierno. Estaba previsto que Wilhelm estudiara Derecho y Alexander, Economía. Todavía bajo la tutela de Kunth, los hermanos comenzaron sus estudios en la Universidad de Fráncfort del Oder, que Wilhelm abandonó tras un semestre para matricularse en la primavera de 1788 en Gotinga.

### El clasicismo de Weimar
Allí se independizó de las directrices que le habían dado y siguió sus propios impulsos e intereses. En sus estudios, en vez de dedicarse al Derecho, profundiza sus conocimientos de Filosofía, Historia y lenguas antiguas, y estudia con grandes maestros como Georg Christoph Lichtenberg y Christian Gottlob Heyne. En 1788 también conoce a su futura esposa, Caroline von Dacheröden. El intercambio de cartas entre los dos convirtió este matrimonio en el ejemplo a seguir en lo que se refiere a cortejo amoroso para la burguesía alemana del siglo xix e incluso del xx.
Desde Gotinga, Humboldt realizó un viaje hacia finales de 1788 a la región del Rin y del Meno con el amigo de juventud de Goethe, Friedrich Heinrich Jacobi, en la que conoce al circunnavegador Georg Forster. En verano de 1789 vuelve a partir de viaje con su antiguo maestro Campe hacia el París revolucionario. Además de la Revolución en sí, le interesa el estado de los huérfanos de la ciudad, de la que se informa en el orfanato. Humboldt pasa las navidades de 1789 junto con su prometida en Weimar, donde conoce a Friedrich Schiller y Johann Wolfgang von Goethe.
A comienzos de 1790, tras terminar los cuatro semestres de su carrera, entra a trabajar a servicio del Estado y obtiene un puesto en el Departamento de Justicia, donde se amplía su educación para formar parte de la judicatura, aunque también consigue la calificación necesaria para entrar en el servicio diplomático. Ya en mayo de 1791 busca la licencia dando como excusa razones familiares. Las razones no están claras: puede que la función de juez no fuera satisfactoria para él a largo plazo, que el desarrollo de sus inclinaciones y gustos siguieran otros derroteros o que hubiera aceptado el puesto de juez solamente para lograr la aprobación de su madre y de su futuro suegro, el presidente de la Cámara, Karl Friedrich von Dacheröden. Tras la boda, el 29 de junio de 1791, el matrimonio vivió en la hacienda de Dacheröden en Turingia. Allí ambos se dedicaron a profundizar sus conocimientos en griego antiguo, cultura, arte y filosofía, y mantuvieron un intercambio de cartas intenso con el filólogo de lenguas antiguas de Halle, Friedrich August Wolf. Su preocupación con la Antigüedad clásica le servía para «el conocimiento filosófico absoluto del hombre». El genio griego lo entendía como «ideal de aquello que nosotros mismos quisiéramos ser y conseguir».

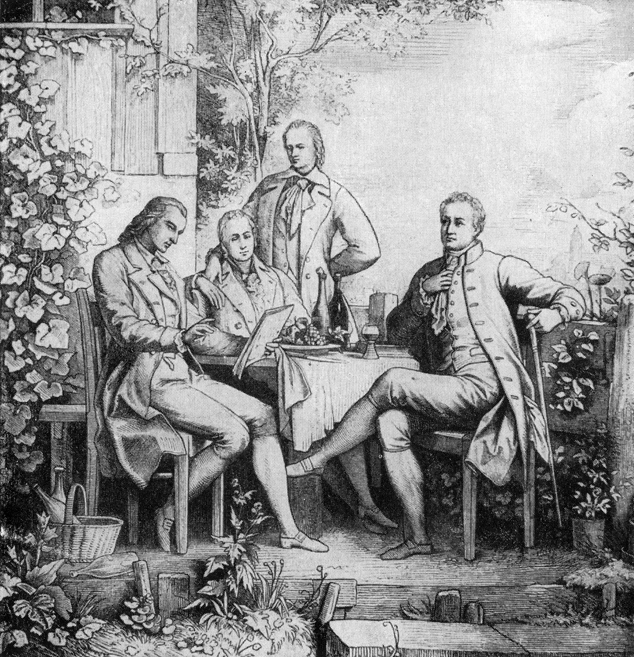
Wilhelm Humboldt (segundo por la izquierda) con Schiller (izquierda), su hermano Alexander (centro) y Goethe (derecha).

Gracias a su aprecio por los filósofos antiguos —característica de la época del neohumanismo— y sus amplios conocimientos sobre el tema, Humboldt se convirtió en «socio menor» del clasicismo alemán (Berglar) cuando se trasladó en 1794 con su familia a Jena, donde estaba trabajando Schiller. El papel que tendrá a partir de ese momento, inicialmente frente a Schiller y más tarde también con Goethe, era el de un análisis agudo, una crítica constructiva y un consejo versado que tuvo gran influencia tanto en las baladas y el Wallenstein, de Schiller, como en el Herrmann und Dorothea, de Goethe.
Sobre el conocimiento idealizado de la Antigua Grecia de Humboldt y su influencia posterior en el sistema educativo alemán, Peter Berglar comenta: «Aunque Humboldt no pueda compararse de lejos en profundidad con Goethe, en dinamismo con Schiller y en creatividad con ambos, quizás haya ejercido mayor influencia que ambos y con seguridad ha ejercido la influencia más duradera sobre el desarrollo alemán». Hasta 1797, Humboldt mantuvo la estrecha relación con Schiller en Jena. La relación fue interrumpida en 1795/96 y terminó con la muerte de Elisabeth von Humboldt, la madre, cuyo capital pasó a manos de los hijos y los hizo independientes. Mientras que Wilhelm se ocupaba del palacio de Tegel, el hermano Alexander empleó el dinero para financiar su viaje científico a América.

### Enviado de Prusia en Roma
Tras la muerte de la madre no fue posible trasladarse a la hacienda de Tegel, ya que la campaña de Italia de Napoleón convertía el lugar en inseguro. Wilhelm, junto con su familia, se trasladó a París, que todavía vivía tiempos revolucionarios, donde conoció a algunos personajes importantes de la época, como al Abate Sieyès, Madame de Staël y al pintor revolucionario David. Desde París realizó dos largos viajes en 1799 y 1801 al País Vasco, que se mostrarían fructíferos sobre todo en sus estudios lingüísticos del euskera.
En el verano de 1801, Humboldt volvió con su mujer e hijos a Tegel, aunque solo por un año. Ya en la primavera de 1802 se le ofreció la oportunidad de ir a Roma como enviado de Prusia ante la Santa Sede. Sus conocimientos de diplomacia y su título de consejero diplomático habrían demostrado finalmente su utilidad. Se presentó al puesto como hombre de mundo y aristócrata, un puesto que no debía resultar muy atractivo debido a la reducción del tamaño de los Estados Pontificios tras la invasión francesa (sus territorios septentrionales habían sido transferidos a la República Cisalpina —desde 1802 República Italiana—) y a que el papa dependía de Napoleón en ese momento. Humboldt no estaba muy ocupado con su trabajo de representante consular de los ciudadanos prusianos, lo que le daba tiempo y oportunidad para, junto con Caroline, convertir la sede diplomática, que se encontraba cerca de la Plaza de España, en uno de los centros de la sociedad romana. Aquí, además de representantes de la curia romana, fueron huéspedes entre otros Luciano Bonaparte (todavía príncipe), Luis I de Baviera, los escultores Bertel Thorvaldsen y Christian Daniel Rauch, además del joven Karl Friedrich Schinkel, Ludwig Tieck y August Wilhelm Schlegel, junto con Madame de Staël.
La fascinación que Roma provocaba en Humboldt y que justifica su estancia de seis años allí, la resume en su carta a Goethe del 23 de agosto de 1804:

Rom ist der Ort, in dem sich für unsere Ansicht das ganze Altertum zusammenzieht. (...) Es ist allerdings also das meiste an diesem Eindruck subjektiv, aber es ist nicht bloß der empfindelnde Gedanke, zu stehen, wo jener oder dieser große Mann stand. Es ist ein gewaltsames Hinreißen in eine von uns nun einmal, sei es durch notwendige Täuschung, als edler und erhabener angesehene Vergangenheit, eine Gewalt, der selbst, wer wollte, nicht widerstehen kann, weil die Öde, in der die jetzigen Bewohner das Land lassen, und die unglaubliche Masse der Trümmer selbst das Auge dahin führen. (...) Aber es ist auch nur eine Täuschung, wenn wir selbst Bewohner Athens oder Roms zu sein wünschten. Nur aus der Ferne, nur von allem Gemeinen getrennt, nur als vergangen muß das Altertum uns erscheinen.
Roma es el lugar en el que, en nuestra opinión, se resume toda la Antigüedad. (...) Sin duda, la mayor parte de esta impresión es subjetiva, pero no es solo el sentimentalismo de encontrarse donde estuvo ese o aquel gran hombre. Es una violenta fascinación que, aunque causada por una ilusión, nos arrastra a un pasado que percibimos como más precioso y elevado, una fuerza que, incluso quien quisiera, no puede resistir, porque tanto el yermo en que dejan el país sus actuales habitantes, como la increíble cantidad de ruinas atraen la vista hacia allí. (...) Pero es solo una ilusión que nosotros mismos queramos ser habitantes de Atenas o Roma. Solo desde la distancia, separados de todo lo vulgar, solo como pasado tiene que aparecernos la Antigüedad.

En el verano de 1805, tras su vuelta de la expedición a América, Alexander visita durante tres meses a su hermano y a su cuñada en Roma. Alexander, que ya era celebrado en Alemania como el «segundo Colón», se dirige tras la visita a París para estudiar la enorme cantidad de materiales que se había traído de la expedición. Esto señala de forma clara la intensa comunicación y el vínculo de cariño entre los dos hermanos, a pesar de sus diferentes caracteres. Una imagen que puede aclarar su comportamiento y trabajo complementario es la apelación que recibieron de «dioscuros prusianos».

### El reformador de la educación
La liquidación del Sacro Imperio Romano Germánico por Napoleón, la caída de Prusia en manos francesas tras la derrota de Jena y Auerstedt, así como la ocupación francesa de Berlín en 1806 encontró a Humboldt en su puesto en Roma, lo que le afectó sobremanera aunque la distancia le protegiera de consecuencias graves. En otoño de 1806 escribe al ministro de Exteriores, Karl August von Hardenberg:

Ich war niemals ehrgeizig oder interessiert und zufrieden mit dem Posten in dem Lande, das ich bewohne und das ich liebe und habe weder gesucht noch gewünscht, in eine andere Lage zu kommen, aber jetzt ist es mir peinlich, hier müßig zu sein und nichts für das bedrängte Vaterland tun zu können.
Nunca fui orgulloso o interesado y siempre estuve satisfecho con el puesto en el país en el que vivo y al que amo, nunca he buscado ni deseado otra posición, pero ahora me es penoso estar aquí ocioso y no poder hacer nada por la patria acosada.

Por lo visto, no había un puesto para él en Berlín, y Humboldt permaneció en Roma hasta octubre de 1808, cuando los Estados Pontificios fueron invadidos de nuevo por los franceses e incorporados directamente al Imperio francés. La vuelta a Alemania solo fue posible tras tomarse unas vacaciones para arreglar asuntos económicos privados y para evaluar los daños en el palacio de Tegel, que había sido saqueado. A su llegada recibió la noticia de que, a consecuencia de las reformas en el Gobierno prusiano por Stein, debía tomar las riendas de la Sección de Culto y de Educación Pública (Sektion des Kultus und des öffentlichen Unterrichts). Existía una buena razón para que el Barón vom Stein se empeñase en que Humboldt era en ese momento la persona adecuada para el puesto. El Estado militar prusiano, tal como había sido creado por Federico Guillermo I y tal como había sido engrandecido por Federico II, estaba arruinado y se encontraba en un estado de humillante sumisión a Napoleón. Para salir de esa situación por sus propias fuerzas, según Stein y sus correligionarios, había que realizar profundas reformas, creando espacio para los deseos de libertad que la Revolución francesa había despertado en la burguesía, patrocinando la propia responsabilidad de las personas y, de esta forma, conseguir para el Estado y la Nación nuevos recursos.
Las teorías del Estado que proponía Humboldt estaban, desde hacía mucho tiempo, en la misma línea. En su tratado de 1792, Ideen zu einem Versuch, die Grenzen der Wirksamkeit des Staates zu bestimmen (Ideas para un proyecto de delimitación de la efectividad del Estado), escribe:

Der wahre Zweck des Menschen – nicht der, welchen die wechselnde Neigung, sondern welche die ewig unveränderliche Vernunft ihm vorschreibt – ist die höchste und proportionierlichste Bildung seiner Kräfte zu einem Ganzen. Zu dieser Bildung ist Freiheit die erste und unerläßliche Bedingung. (...) Gerade die aus der Vereinigung mehrerer entstehende Mannigfaltigkeit ist das höchste Gut, welches die Gesellschaft gibt, und diese Mannigfaltigkeit geht gewiß immer in dem Grade der Einmischung des Staates verloren. Es sind nicht mehr eigentlich die Mitglieder einer Nation, die mit sich in Gemeinschaft leben, sondern einzelne Untertanen, welche mit dem Staat, d.h. dem Geiste, welcher in seiner Regierung herrscht, in Verhältnis kommen, und zwar in ein Verhältnis, in welchem schon die überlegene Macht des Staats das freie Spiel der Kräfte hemmt. Gleichförmige Ursachen haben gleichförmige Wirkungen. Je mehr also der Staat mitwirkt, desto ähnlicher ist nicht bloß alles Wirkende, sondern auch alles Gewirkte. (...) Wer aber für andre so räsoniert, den hat man, und nicht mit Unrecht, in Verdacht, daß er die Menschen mißkennt und aus Menschen Maschinen machen will.
La auténtica finalidad del hombre —no aquella de inclinación cambiante, sino la que la infinita e inmutable razón le dicta— es la educación máxima y más equilibrada de sus fuerzas para formar un todo. Para esta educación es la libertad la primordial y la más imprescindible de las condiciones. (...) Precisamente aquella, que surge de la unión de la diversidad, es el bien más alto que da la sociedad y esa diversidad se pierde con certeza en el mismo grado en el que el Estado se entromete. De hecho, no son los miembros de una nación los que viven entre sí en sociedad, sino que son súbditos aislados los que se relacionan con el Estado, es decir, con el espíritu que rige su gobierno, de tal forma que la superior fuerza del Estado impide el libre juego de fuerzas. Causas similares producen efectos similares. Es decir, cuanto más interviene el Estado, más semejanzas presentan no solo los efectos, sino también lo realizado. (...) Pero de aquel que razona así para otros se sospecha, y no sin razón, que desconoce al hombre y quiere hacer de los hombres máquinas.

A favor de la nominación de Humboldt para este puesto, en un momento de cambio radical, hablaba su apoyo insistente a la educación como medio para asegurar una existencia digna para el hombre: 

Was verlangt man von einer Nation, einem Zeitalter, von dem ganzen Menschengeschlecht, wenn man ihm seine Achtung und seine Bewunderung schenken soll? Man verlangt, dass Bildung, Weisheit und Tugend so mächtig und allgemein verbreitet, als möglich, unter ihm herrschen, dass es seinen inneren Wert so hoch steigern, dass der Begriff der Menschheit, wenn man ihn von ihm, als dem einzigen Beispiel, abziehen müsste, einen großen und würdigen Gehalt gewönne.
¿Qué se pide a una nación, a una época, a la Humanidad al completo cuando se le debe mostrar respeto y admiración? Se le exige que la educación, la sabiduría y la virtud que estén bajo su gobierno estén tan extendidas y sean tan fuertes como sea posible, que aumenten de tal forma sus valores internos que el concepto de humanidad alcance un contenido elevado y respetado.

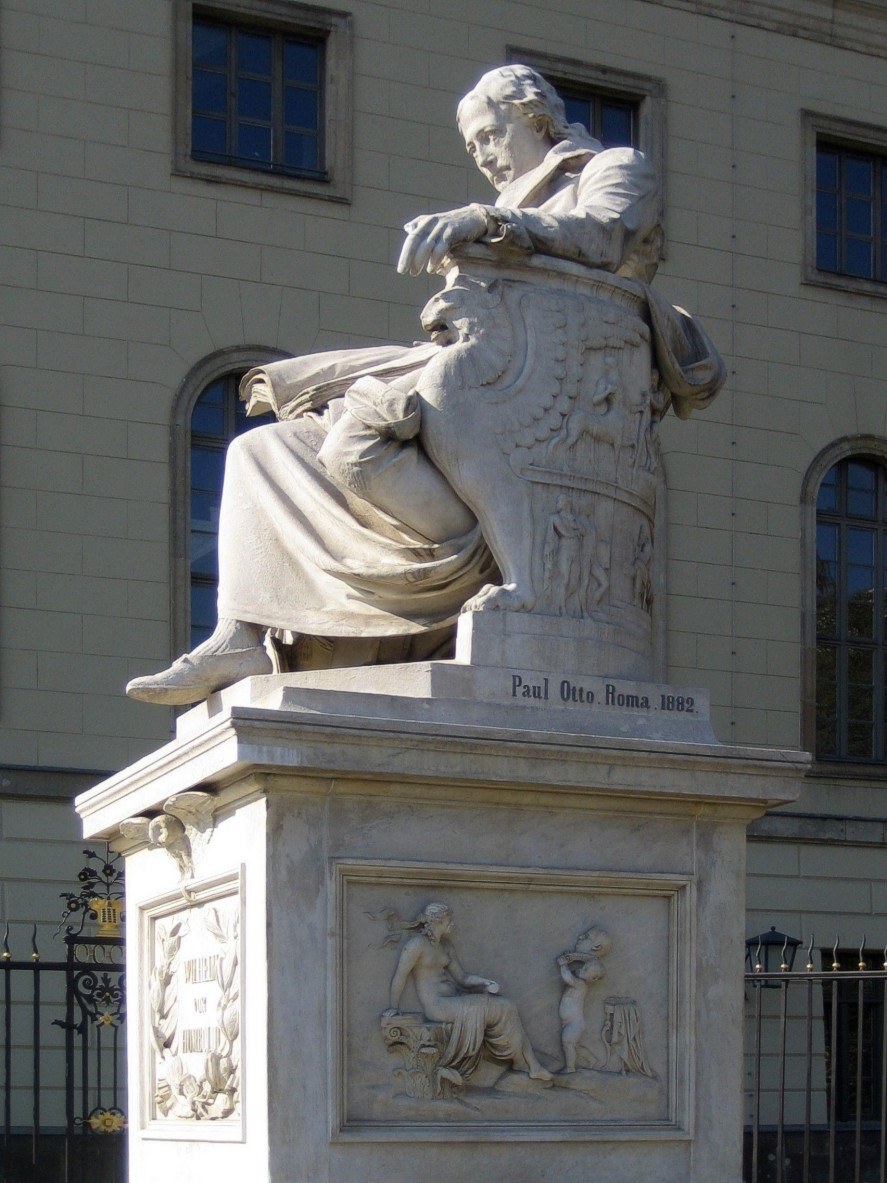
Monumento a Wilhelm von Humboldt en la Universidad Humboldt de Berlín.

Humboldt dudó antes de aceptar el cargo de responsable de Educación, ya que no era un puesto de ministro y, por lo tanto, no respondía directamente al rey, sino que tenía el rango de jefe de Sección y estaba supeditado al ministro del Interior, conde de Dohna-Schlobitten. En primer lugar, temía no tener la suficiente libertad para la importante tarea que significaba la reforma del sistema de educación. Tras adaptarse finalmente al puesto y sus circunstancias, Humboldt comenzó una frenética y sorprendente actividad, apoyado por sus colaboradores Nicolovius, Süvern y Uhden, reformando con rapidez y profundidad los planes de estudio, la formación del profesorado y los exámenes de las escuelas primarias, secundarias (Gymnasien) y de las universidades. Como culminación de su reforma está la fundación de la Universidad Humboldt de Berlín, de la que dice Berglar: «Nunca más un ministro de educación pudo mostrar una lista de candidatos a profesores con más orgullo». Entre los profesores más brillantes que pertenecieron a la Universidad en un principio estaban Friedrich Schleiermacher, Friedrich Carl von Savigny, Johann Gottlieb Fichte y Barthold Georg Niebuhr. El plan de Humboldt para la Universidad de Berlín era crear unidades de investigación y enseñanza para la relación entre alumnos y profesores. Ambos, alumnos y profesores, debían permanecer libres de exigencias y limitaciones por parte del Estado. Humboldt partía del principio de que las universidades también cumplen las exigencias del Estado siendo responsables de su propio ejercicio, simplemente desde un punto más elevado y con medios que el Estado no podría producir por sí mismo.
Se ha criticado el ideal educativo de Humboldt tomando como base realidades sociales y problemas económicos, puesto que su ideal estaba íntimamente ligado a su existencia de una aristocracia privilegiada y, por lo tanto, prescindía de una universalización de la educación. Sin embargo, él mismo no solo no habría discutido, sino incluso habría enfatizado que su elitista sistema de educación debería adaptarse bajo otras circunstancias. Prueba de ello es —además de otras propuestas para la creación de una sociedad burguesa en la que el aprendizaje durante toda la vida fuera posible— su informe de diciembre de 1809 al rey: 

Es gibt schlechterdings gewisse Kenntnisse, die allgemein sein müssen, und noch mehr eine gewisse Bildung der Gesinnungen und des Charakters, die keinem fehlen darf. Jeder ist offenbar nur dann ein guter Handwerker, Kaufmann, Soldat und Geschäftsmann, wenn er an sich und ohne Hinsicht auf seinen besonderen Beruf ein guter, anständiger, seinem Stande nach aufgeklärter Mensch und Bürger ist. Gibt ihm der Schulunterricht, was hierzu erforderlich ist, so erwirbt er die besondere Fähigkeit seines Berufs nachher sehr leicht und behält immer die Freiheit, wie im Leben so oft geschieht, von einem zum andern überzugehen.
Existe una cierta cultura que debería ser universal y además una cierta educación del espíritu y del carácter que no deben faltar a nadie. Solo es un buen obrero, vendedor, soldado u hombre de negocios aquel que es, por sí mismo y sin relación a su oficio específico, un hombre y un ciudadano bueno, decente e ilustrado según sus posibilidades. Dadle educación escolar, lo que sea necesario para ello, así aprenderá más tarde las habilidades específicas de su oficio con gran facilidad y mantendrá la libertad, como ocurre a menudo en la vida, de cambiar de profesión.

Humboldt nunca había renunciado durante su actividad reformadora al propósito de mejorar su puesto en el Gobierno para conseguir más independencia y mayor igualdad frente a sus colegas del gabinete. Tenía la esperanza de convencer al rey de las ideas de Stein. Después de reconocer finalmente que no había conseguido nada en este sentido, presentó su dimisión del cargo tras un año de ejercicio, quizás con la esperanza de que fuera un medio de presión final. Se tardó dos meses y medio en aceptar su dimisión, durante los que estuvo en discusión el nombrarlo ministro de Interior o de Exteriores. Debido a que había unido la aceptación inicial del puesto en Educación con una solicitud de vuelta al cuerpo diplomático una vez finalizado el servicio, se asoció la admisión de la renuncia con el nombramiento de enviado especial y ministro plenipotenciario en Viena, en parte para mitigar su desilusión.
Humboldt fue criticado por dejar los cargos que ocupaba en el Gobierno. Egoísmo, voluptuosidad, comodidad y arrogancia son algunas de las acusaciones que se le hicieron. En contra hablan el incansable celo que mostraba, también al servicio del Estado, cuando era necesario. Sin embargo, en un punto se mantuvo firme durante todos esos años: su servicio a la comunidad no era incondicional. Cuando las circunstancias políticas amenazaban con atarlo de manos y pies y con alienar su propia imagen, cuando su derecho a cambiar y formar era recortado de forma inaceptable o era puesto en peligro, cuando no veía posibilidad de hacer valer sus convicciones, en ese momento terminaban para él sus obligaciones. ¿Había que esperar otra cosa del gran teórico y practicante de la vida?
La enseñanza general: «El sistema de educación consiste en la enseñanza general y universal frente a la especialidad, esto quiere decir, que la educación debe estar construida principalmente por la formación de la sensibilidad y la predisposición del alumno para crecer en múltiples intereses intelectuales, profesionales y técnico». Mediante este sistema se considera la importancia de forjar la individualidad y el desarrollo de la libertad responsable. Con base a una enseñanza general el hombre puede conseguir un mejor orden en la sociedad, ya que, fomenta en el individuo la solidaridad y la participación; y de esta manera, se genera la cultura para que el hombre supere su animalidad. La formación general impulsa en la persona la claridad mental, seguridad y capacidad crítica.
Los proyectos de Humboldt en materia de reforma escolar no fueron publicados hasta mucho después de su muerte, al igual que el ensayo fragmentario Teoría de la educación del hombre, escrito hacia 1793. Decía en él Humboldt: «nuestro último deber en la existencia es hacer que […] mediante nuestra acción vital, el concepto de humanidad adquiera en nosotros un contenido tan rico como sea posible. Para ello hay que vincular nuestro yo con el mundo» (GS, I, p. 238). La educación, según Humboldt, no ha de ser individualista. Él siempre reconoció la importancia de una forma de vida individual, el «desarrollo de cantidades formas individuales» (GS, III, p. 358); pero señaló que «la formación personal solo puede proceder de la organización del mundo» (GS, VII, p. 33). En consecuencia, el hombre no solo puede, sino que debe participar en dicha organización.

### Diplomático para la libertad y la paz
Caroline von Humboldt se había quedado en Roma durante la actividad de su marido como reformador de la educación. En el otoño de 1810 se trasladó a Viena, donde se reunió con su marido para llevar una vida social representativa en su casa de la Minoritenplatz. A través de su amigo de infancia Friedrich Gentz, Humboldt consiguió una visión clara de los objetivos del ministro de Asuntos Exteriores del Imperio austríaco, Klemens von Metternich. Así, pudo predecir la posición de Austria y comunicarla a Hardenberg en el conflicto de Napoleón con Rusia y también en los comienzos de la guerra de liberación. Asimismo, consiguió por este medio influir en la entrada de Austria en la coalición contra Francia —para su biógrafo Herbert Scurla, el punto álgido de la carrera diplomática de Humboldt—.

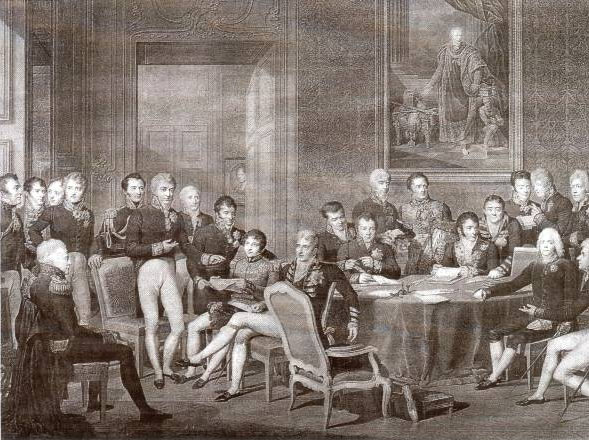
Litografía del Congreso de Viena (1814-1815).

Tras la derrota napoleónica, durante el Congreso de Viena y en las negociaciones sobre la Confederación Germánica Humboldt trabajó como la mano derecha de Hardenberg y contribuyó con incontables memoranda al contenido del acta de fundación de la Confederación. El entendimiento con Hardenberg durante esta fase de la reorganización europea no fue duradero; el desarrollo y el resultado del Congreso debieron suponer ya las primeras diferencias entre los dos. El clima del Congreso, impulsado por Metternich, se inclinaba cada vez más por la Restauración, con lo que los principios e iniciativas liberales de Humboldt eran arrinconados, mientras que Hardenberg aceptaba la evolución de los acontecimientos. Tras finalizar las negociaciones, la utilidad de Humboldt en Viena estaba agotada por su enfrentamiento con Metternich.
En 1816 fue enviado a Fráncfort del Meno por un año para cerrar las últimas negociaciones territoriales abiertas en la Confederación Germánica. Seguidamente fue enviado a Londres, lo que equivalía a sacarlo de en medio. Hardenberg había comentado varias veces a Humboldt la posibilidad de que este pasara a dirigir un ministerio, y Humboldt —casi como condición para hacerse responsable de uno— le había aconsejado una reforma del Consejo de Estado, que equivalía a una estructura de decisión colegial. Hardenberg se sintió atacado en su autoridad y liderazgo, y exigió el traslado a Londres de Humboldt, que en 1817 había pasado varios meses en Berlín mezclándose en los asuntos de Estado.
Humboldt aceptó este trato solamente medio año antes de solicitar su renuncia, supuestamente por razones familiares. Hardenberg, que quería mantenerlo alejado de Berlín, denegó la petición y solamente un segundo intento dirigido directamente al rey logró en parte su objetivo: Humboldt fue encargado de nuevo de defender los intereses de Prusia en la Confederación Germánica en Fráncfort. En enero de 1819 le fue ofrecido definitivamente un ministerio, en concreto el de Ständische Angelegenheiten. Bajo otras condiciones, se hubiera podido aprovechar la oportunidad para sentar las bases de una monarquía constitucional, y solucionar así la promesa de Federico Guillermo III de Prusia de una constitución en el sentido de Humboldt. Esta posibilidad seguramente fue la que le llevó a olvidar la reforma del Consejo de Estado y aceptar la cartera de ministro —a pesar de las reservas de Hardenberg y sin tener en cuenta los planes propios de éste para una constitución—. El público interesado, cuyas expectativas se habían despertado ya con la oferta a Humboldt, se alegró de la contestación afirmativa. No obstante, Hardenberg, que quería tener la cosa atada antes de la llegada a Berlín de Humboldt, lo mantuvo ocupado en Fráncfort hasta pasado el verano, antes de solicitar su viaje a Berlín.
Humboldt tuvo que hacerse cargo de sus responsabilidades en el momento más inconveniente para sus intenciones constitucionales. A la vez que se producía su investidura, Austria y Prusia negociaban y firmaban los Decretos de Karlsbad, por los que se preveía la opresión y persecución de ideas liberales en las universidades y en la vida pública. Ciertamente, hubo diferentes esbozos de la constitución en la Comisión Constitucional nombrada por el rey, influenciados tanto por Hardenberg como por Humboldt; pero la suerte estaba echada, y los decretos impedían una evolución política en Prusia. La lucha de Humboldt, en la que incluso logró ganar para su bando a varios de sus colegas, estaba perdida desde el principio. Su enérgica protesta por las medidas policiales arbitrarias que se llevaron a cabo durante la persecución de «demagogos» tuvo como consecuencia su destitución el 31 de diciembre de 1819, que se tomó con la tranquilidad que le caracterizaba.

### Propietario de Tegel
A los 51 años, Humboldt se encontraba en la posición de decidir su propio destino de nuevo. Decidió convertir la hacienda familiar en Tegel en el centro de su nueva vida, aunque de forma que se adaptara a sus gustos e inclinaciones, lejos del «palacio del aburrimiento» de su infancia. El arte y la cultura de la Antigüedad le habían acompañado en su camino y se habían convertido en un criterio importante: a partir de ahora impregnarían también el ambiente hogareño. Como consecuencia, se encargó a Karl Friedrich Schinkel el amplio y complejo proceso de remodelación del conjunto, un arquitecto que Humboldt apreciaba desde los días en Roma. El edificio existente fue ampliado con una solución osada, que introducía una fachada con cuatro torres de estilo clasicista y, en el interior, el espacio necesario, que más tarde Wilhelm y Caroline llenarían de esculturas de mármol y yeso con el paso de los años. Así se creó no solo una residencia única, sino a la vez el primer museo de antigüedades de Prusia.

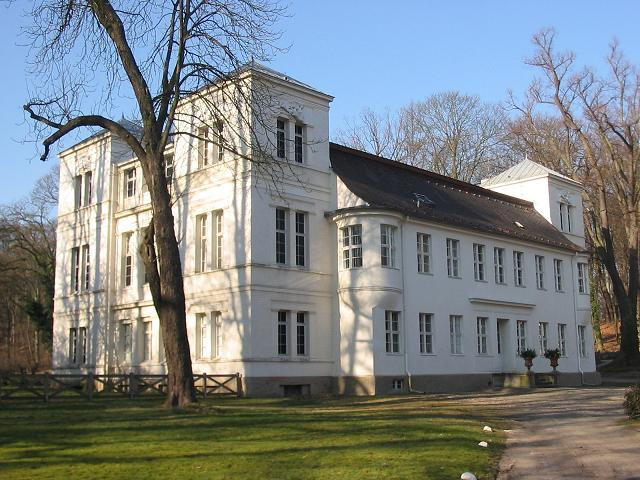
El palacio de Tegel, remodelado por Karl Friedrich Schinkel.

La remodelación se inauguró en octubre de 1824, con la presencia de los príncipes herederos de Prusia y otras personalidades. La buena cooperación entre Humboldt y Schinkel, que se puso en evidencia en el proyecto, se repetiría pocos años más tarde en la construcción del Altes Museum (Museo de la Antigüedad) en Berlín, en el que Schinkel se encargó de la edificación, y Humboldt, como presidente de la Asociación de Amigos del Arte —creada en 1825 para el fomento de las artes y los artistas—, de la elección de los objetos de arte. Como consecuencia de la inauguración del museo en 1830, Federico Guillermo III volvió a mostrar a Humboldt su aprecio y le concedió algunas condecoraciones, además de pedirle que participara a partir de entonces en las sesiones del Consejo de Estado. Estaba claro que el rey no pretendía que Humboldt se implicara de nuevo de forma seria en política, y este hizo uso de su lugar de honor de forma comedida.
En 1829, tras la muerte de Caroline, que le había apoyado y reforzado durante toda su vida, se inicia un proceso acelerado de envejecimiento acompañado por síntomas de Parkinson. Sin embargo, a pesar de su viudez, mantiene su ritmo de vida diario en su domicilio de Tegel y dicta todas las tardes un soneto. El del 26 de diciembre de 1834 contiene los siguientes versos:

Ich lieb' euch, meiner Wohnung stille Mauern,

und habe euch mit Liebe aufgebauet;

wenn man des Wohners Sinn im Hause schauet,

wird lang nach mir in euch noch meiner dauern.
Os amo, callados muros de mi morada,

y os he construido con amor;

si se ve la intención del inquilino en la casa,

perduraré en vosotros mucho tiempo después de mí.

Sus herederos —a pesar de todos los cambios que se han producido en los siglos xix y xx— han contribuido a esta visión de Wilhelm con una perseverancia que merece ser alabada. El palacio se ha mantenido como residencia de la familia y como museo hasta el presente. Es de esperar que, tras la restauración en curso (2006), se vuelvan a abrir al público el palacio y los jardines. Con lo que se cumpliría también la dicción de Theodor Fontane en su Wanderungen durch die Mark Brandenburg (Excursiones por la Marca de Brandeburgo):

Das berühmte Brüderpaar, das diesem Flecken märkischen Sandes auf Jahrhunderte hin eine Bedeutung leihen und es zur Pilgerstätte für Tausende machen sollte, ruht dort gemeinschaftlich zu Füßen einer granitenen Säule, von deren Höhe die Gestalt der ‚Hoffnung‘ auf die Gräber beider herniederblickt.
El famoso par de hermanos, que dan un significado por siglos a este trozo de arena de la Marca y lo convierten en lugar de peregrinación para miles, yacen juntos a los pies de una columna de granito, de cuya altura la Esperanza los observa.

## Humboldt como lingüista y pensador
Durante la década y media que Humboldt permaneció en Tegel, su principal ocupación fue la lingüística. Los materiales necesarios los había reunido en parte él mismo en sus viajes, en parte en su extensa correspondencia y en parte en los descubrimientos de su hermano Alexander. A partir 1827, con el retorno de su hermano a Berlín, este visita con frecuencia a Wilhelm en Tegel. Tras la muerte de Wilhelm, Alexander, que le sobreviviría más de dos décadas, comentaría en una carta:

Er hat neben sich entstehen sehen und mächtig gefördert eine neue allgemeine Sprachwissenschaft, ein Zurückführen des Mannigfaltigen im Sprachbau auf Typen, die in geistigen Anlagen der Menschheit gegründet sind: Den ganzen Erdkreis in dieser Mannigfaltigkeit umfassend, jede Sprache in ihrer Struktur ergründend, als wäre sie der einzige Gegenstand seiner Forschungen gewesen, (...) war der Verewigte nicht nur unter seinen Zeitgenossen derjenige, welcher die meisten Sprachen grammatikalisch studiert hatte; er war auch der, welcher den Zusammenhang aller Sprachformen und ihren Einfluss auf die geistige Bildung der Menschheit am tiefsten und sinnigsten ergründete.
Vio cómo a su lado surgía una nueva ciencia de la lengua, ciencia que él mismo impulsó, una reducción de la variedad de los tipos de lenguas que están fundadas en las características del espíritu humano: abarcando toda la Tierra en esa variedad, estudiando la estructura de cada lengua, como si fuera un único objeto de estudio, (...) era el Inmortal que, no solo entre sus contemporáneos, había estudiado un mayor número de lenguas; también fue él el que estudió de forma más profunda la relación entre todas las lenguas y su influencia en la formación de la humanidad.

Junto con las lenguas ya mencionadas que aprendió de joven, aprendió inglés, español, vasco, húngaro, checo y lituano. Sus estudios científicos se extendieron a las lenguas indígenas de América, el copto, el antiguo egipcio, el chino, el japonés y el sánscrito. El origen de este impulso investigador era la filosofía antropológica de Humboldt, en la que el lenguaje era la clave de todo: «puesto que el ánima humana es la cuna, patria y hogar del lenguaje, así van desconocidas y ocultas todas sus propiedades a parar a lo mismo». En un tratado sobre el carácter nacional de las lenguas se dice entre otras cosas que:

Insofern aber die Sprache, indem sie bezeichnet, eigentlich schafft, dem unbestimmten Denken ein Gepräge verleiht, dringt der Geist, durch das Wirken mehrerer unterstützt, auch auf neuen Wegen in das Wesen der Dinge selbst ein. (...) Einige Nationen begnügen sich gleichsam mehr an dem Gemälde, das ihre Sprache ihnen von der Welt entwirft, und suchen nur in sie mehr Licht, Zusammenhang und Ebenmaß zu bringen. Andre graben sich gleichsam mühseliger in den Gedanken ein, glauben nie genug in den Ausdruck legen zu können, ihn anpassend zu machen, und vernachlässigen darüber das in sich Vollendete der Form. Die Sprachen beider tragen dann das Gepräge davon an sich.
Considerando que el lenguaje cuando nombra, de hecho, crea y deja su marca en el pensamiento, el espíritu se introduce, apoyado por la actuación de muchos, por nuevos caminos en la esencia de las cosas. (...) Algunas naciones se contentan más con el cuadro del mundo que les presenta su lengua y solo buscan en ella más luz, coherencia y armonía. Otras se incrustan más laboriosamente en el pensamiento, creen no poder dar suficiente importancia al concepto, hacerlo adecuado, y descuidan la propia completitud formal. En ambos lenguajes quedan las marcas de esto.

El entendimiento de forma avanzada entre las personas requiere una lengua común; y eso es, según Humboldt, el motor y el medio del avance científico:

Denn das Verstehen ist kein Zusammentreffen der Vorstellungsweisen in einem unteilbaren Punkt, sondern ein Zusammentreffen von Gedankensphären, von welchen der allgemeine Teil sich deckt, der individuelle überragt. Dadurch wird das geistige Fortschreiten des Menschengeschlechts möglich, indem jede gewonnene Erweiterung des Denkens in den Besitz anderer übergehen kann, ohne in ihnen der Freiheit Fesseln anzulegen, welche zur Aneignung und zu neuer Erweiterung notwendig ist.
Porque la comprensión no es un encuentro de formas de entender en un punto que no se puede compartir, sino un encuentro de esferas de pensamiento, de las que la parte común coincide y que sobrepasa al individuo. Así se hace posible el avance intelectual de la humanidad, a medida que cada ampliación del pensamiento conseguida puede transmitirse a los demás, sin colocar cadenas en su libertad, lo que resulta necesario para la apropiación de ese conocimiento y para nuevas ampliaciones.

Un encuentro especialmente fructífero de esferas de pensamiento se vivió con los hermanos Humboldt, uno del que se aprovecharía la posteridad. No es de extrañar que Wilhelm, como consecuencia del desempeño de sus funciones, fuera el que mostrara más patriotismo prusiano y que lo echara de menos en su hermano Alexander, que había pasado más tiempo en París, la meca de la ciencia. Pero en el fondo ninguno de los dos era estrecho de miras y en su trabajo científico les unía un planteamiento cosmopolita. De esta forma pueden comprenderse las siguientes frases de Herbert Scurla, que veía un legado común de los hermanos: 

Wenn wir eine Idee bezeichnen wollen, die durch die ganze Geschichte hindurch in immer mehr erweiterter Geltung sichtbar ist; wenn irgendeine die vielfach bestrittene, aber noch vielfacher missverstandene Vervollkommnung des ganzen Geschlechtes beweist: so ist es die Idee der Menschheit, das Bestreben, die Grenzen, welche Vorurteile und einseitige Ansichten aller Art feindselig zwischen die Menschen gestellt, aufzuheben; und die gesamte Menschheit ohne Rücksicht auf Religion, Nation und Farbe als einen großen, nahe verbrüderten Stamm, als ein zur Erreichung eines Zweckes, der freien Entwicklung innerer Kraft, bestehendes Ganzes zu behandeln. Es ist dies das letzte, äußere Ziel der Geselligkeit und zugleich die durch seine Natur selbst in ihn gelegte Richtung des Menschen auf unbestimmte Erweiterung seines Daseins.
Si queremos nombrar una idea que se haya hecho cada vez más visible a lo largo de la historia; si queremos alguna idea que demuestre la muy discutida, pero aún más veces mal entendida, superación de la humanidad: es la idea de que la humanidad aspira a eliminar las fronteras, causadas por prejuicios y pensamientos parciales, que se han colocado entre los hombres; y tratar a toda la humanidad independientemente de su religión, nación o color como una gran tribu de hermanos, como un todo, cuyo fin es el libre desarrollo de sus fuerzas interiores. Este es el fin último exterior de la sociabilidad y a la vez es la dirección natural del hombre hacia una ampliación indefinida de su ser.

### Estudios sobre el euskera
Humboldt realizó varios viajes al País Vasco  para estudiar el idioma vasco. El primero de estos viajes en 1799, efectuado en compañía de su mujer y sus dos hijos, y de su amigo el pintor Martin Gropius hasta abril de 1800, le dejó una larga impronta. La impresión que Humboldt llevó de este viaje la describe Arturo Farinelli en su libro Guillermo de Humboldt y el País Vasco, así:

Algo nuevo se había despertado en la conciencia del sabio: el reconocimiento de su inclinación natural al estudio de las lenguas, fundado en el estudio del carácter y del alma de los pueblos, y la determinación de seguir desde entonces ese impulso interior, concentrando sus fuerzas, enderezándolas a un fin, sin vacilaciones. Le servirá el vascuence como fundamento de sus estudios. El faro de la nueva luz deseada surgirá de aquí. Necesariamente debía investigarse el vascuence para llegar a las primeras fuentes de las lenguas de Europa [...].

En abril de 1801 volvió a Vizcaya «de costa a costa y aldea en aldea [...] para oír la voz viva». Esta vez lo acompañaba su amigo Georg Wilhelm Bokelmann, y en este viaje consultará obras de Joaquín José de Landazuri, Axular, Antonio Moret, Jean-François de Bourgoing, Dillon o Arnaud Oihenart. Conocería en el transcurso de sus visitas a Juan Antonio Moguel —del que diría que es «uno de los lingüistas más doctos de Vizcaya»—, Pablo Pedro Astarloa, Larralde y al cantante Pierre-Jean Garat.
Humboldt desarrolló y expuso la teoría de que «el euskera es la lengua más antigua de Europa», y de que el pueblo vasco constituía el representante lingüístico más antiguo de las poblaciones primitivas de la Iberia precéltica, anterior a las primeras inmigraciones de los arios. Esto se deriva del análisis paciente de los nombres de montañas, ríos, peñas, valles, aldeas, familias; hipótesis con las que coincide con Juan Antonio Moguel, Manuel Larramendi, Pablo Pedro Astarloa y Juan Bautista Erro, en contra de la posición de estudiosos como Marcelino Menéndez Pelayo o Echegaray.
Sus trabajos sobre el euskera se reflejaron en dos de sus obras:
- Berichtigungen und Zusaetze zu Adelungs Mithridates über die kantabrische oder baskische Sprache (Correcciones y complementos al Mithridates de Adelung sobre la lengua cántabra o vasca), 1817.
- Prüfung der Untersuchungen über die Urbewohner Hispaniens vermittelst der Vaskischen Sprache (Examen del estudio sobre los primitivos habitantes de Hispania a través de la lengua vasca), 1821.

Fue un admirador de la dicha lengua vasca, de la que llegó a decir: 

es una de las lenguas de más perfecta formación, sorprendente por su vigor, la estructura de sus palabras, la brevedad y la osadía de la expresión.

## Eponimia
- El cráter lunar Humboldt lleva este nombre en su memoria.

## Obra
- Sokrates und Platon über die Gottheit (Sócrates y Platón sobre la divinidad), 1787‒1790
- Ideen zu einem Versuch, die Gränzen der Wirksamkeit des Staates zu bestimmen (Ideas para un proyecto de delimitación de la acción del Estado), 1791-1792 (pero publicado por primera vez póstumamente, en 1851).
- Über den Geschlechtsunterschied (Sobre la diferencia de sexos), 1794
- Über männliche und weibliche Form (Sobre la forma masculina y femenina), 1795
- Plan einer vergleichenden Anthropologie (Plan para una antropología comparativa), 1797
- Das achtzehnte Jahrhundert (El siglo XVIII), 1797
- Ästhetische Versuche I.: Über Goethe's Hermann und Dorothea (Estudios estéticos I: sobre el Hermann y Dorothea de Goethe), 1799
- Latium und Hellas (Lacio y Hellas), 1806
- Geschichte des Verfalls und Untergangs der griechischen Freistaaten (Historia de la decadencia y ruina de los estados libres griegos), 1807‒1808
- Pindars "Olympische Oden" (Odas olímpicas de Píndaro, traducción del griego), 1816
- Aischylos’ „Agamemnon“ (Agamenón de Esquilo, traducción del griego), 1816
- Berichtigungen und Zusaetze zu Adelungs Mithridates über die kantabrische oder baskische Sprache (Correcciones y complementos al Mithridates de Adelung sobre la lengua cántabra o vasca), 1817.
- Über das vergleichende Sprachstudium in Beziehung auf die verschiedenen Epochen der Sprachentwicklung (Sobre la lingüística comparativa en relación a las diferentes épocas del desarrollo lingüístico), 1820
- Über die Aufgabe des Geschichtsschreibers (Sobre la misión del escritor de historias), 1821
- Prüfung der Untersuchungen über die Urbewohner Hispaniens vermittelst der Baskischen Sprache (Examen del estudio sobre los primitivos habitantes de Hispania a través de la lengua vasca), 1821
- Über die Entstehung der grammatischen Formen und ihren Einfluss auf die Ideenentwicklung (Sobre el origen de las formas gramaticales y su influencia sobre el desarrollo de las ideas), 1822
- Über die Buchstabenschrift und ihren Zusammenhang mit dem Sprachbau (Sobre la escritura alfabética y su relación con la construcción del lenguaje), 1824
- Bhagavad-Gitá (Bhagavad-Gita), 1826
- Über die unter den Namen Bhagavad-Gitá bekannte Episode des Maha Bharata (Sobre el episodio del Maha Bharata conocido bajo el nombre de Bhagavad-Gita), 1826
- Über den Dualis (Sobre el dual), 1827
- Über die Sprache der Südseeinseln (Sobre la lengua de las islas de los mares del sur), 1828
- Über die Verwandschaft der Orisadverbien mit dem Pronomen in einigen Sprachen (Sobre el parentesco de los adverbios oris con el pronombre en algunas lenguas), 1830
- Über Schiller und den Gang seiner Geistesentwicklung (Sobre Schiller y la marcha de su desarrollo intelectual), 1830
- Rezension von Goethes Zweitem römischem Aufenthalt (Recensión de la segunda estancia de Goethe en Roma), 1830
- Über die Verschiedenheit des menschlichen Sprachbaus und seinen Einfluss auf die geistige Entwicklung des Menschengeschlechts (Sobre las diferencias de la estructura del lenguaje humano y su influencia sobre el desarrollo intelectual de la humanidad), 1836
- Über die Kawisprache auf der Insel Java (Sobre la lengua Kawi en la isla de Java), 1836 - 1840
- Gesammelte Schriften (Escritos reunidos), edición de la Preußischen Akademie der Wissenschaften, editor Albert Leitzmann, Berlín 1903-1936, reimpresión 1968
- Werke in fünf Bänden (Obra en cinco tomos), edición comentada, Darmstadt 2002
- Über die Verschiedenheit des menschlichen Sprachbaues und ihren Einfluß auf die geistige Entwicklung des Menschengeschlechts (Sobre las diferencias de la estructura del lenguaje humano y su influencia sobre el desarrollo intelectual de la humanidad), Paderborn 1998
- Über die Sprache. Reden vor der Akademie (Sobre el lenguaje. Discursos en la Academia), Tübingen 1994
- Bildung und Sprache (Formación y lenguaje), 5.ª edición revisada, Paderborn 1997
- Ideen zu einem Versuch, die Grenzen der Wirksamkeit des Staats zu bestimmen (Ideas para un proyecto de delimitación de la efectividad del estado), Stuttgart 1986